# Ридхаузен
Ридхаузен (њем. Riedhausen) општина је у њемачкој савезној држави Баден-Виртемберг. Једно је од 39 општинских средишта округа Равенсбург. Према процјени из 2010. у општини је живјело 633 становника. Посједује регионалну шифру (AGS) 8436067.

## Географски и демографски подаци
Ридхаузен се налази у савезној држави Баден-Виртемберг у округу Равенсбург. Општина се налази на надморској висини од 631 метра. Површина општине износи 8,4 km². У самом мјесту је, према процјени из 2010. године, живјело 633 становника. Просјечна густина становништва износи 75 становника/km².